# مدرج أرياك
مدرج أرياك (有明コロシアム Ariake Koroshiamu) صالة رياضية داخلية في حديقة غابات ارياك للتنس في أرياك، , كوتو، اليابان.

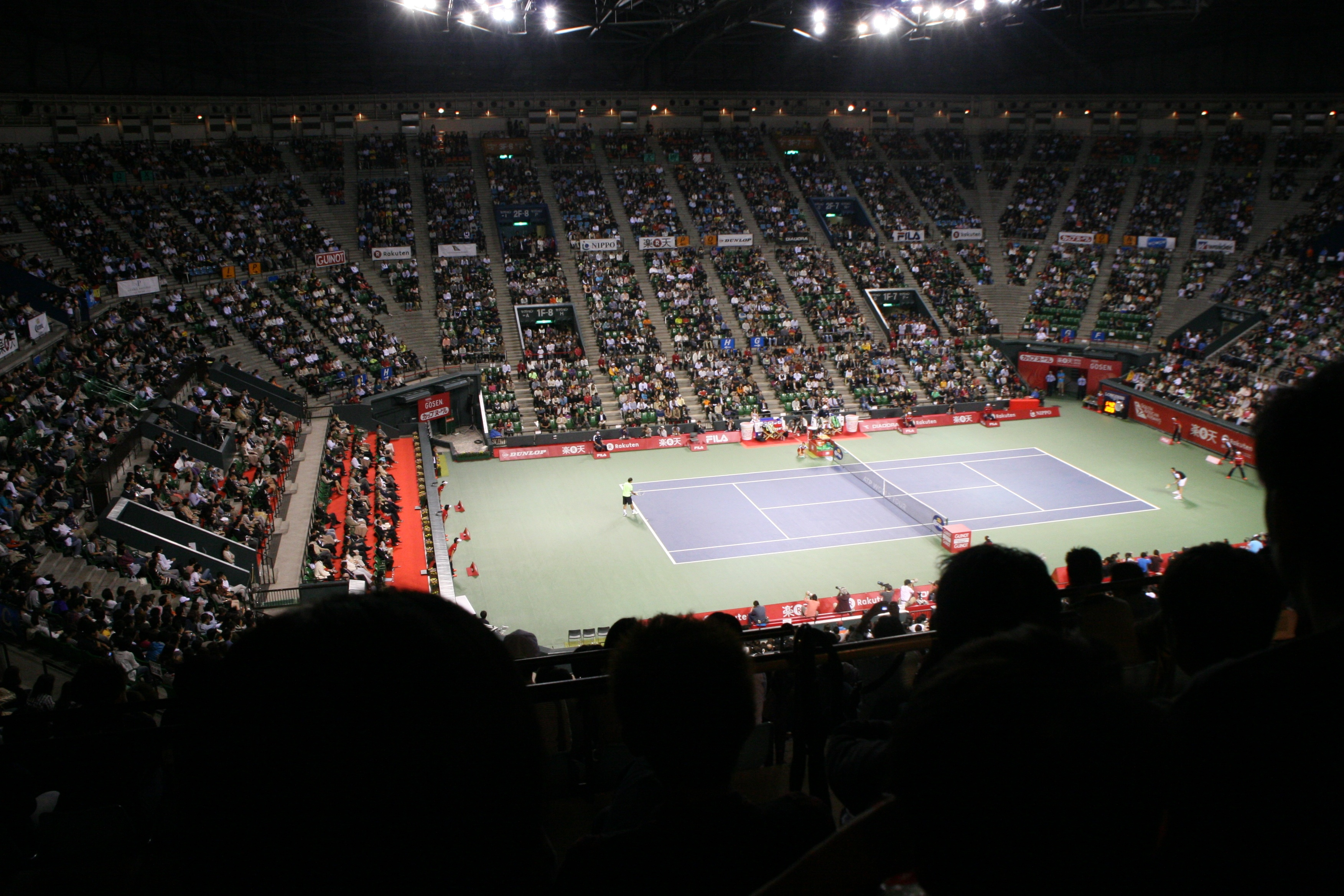

بسعة 10000 متفرج، المدرج من الأماكن المحترفة التي تلعب عليها رياضة التنس حيث أن لديه سقف قابل للطي.

## الأحداث
المدرج استخدم كمركز لبطولة اليابان المفتوحة وبان باسيفيك المفتوحة ، التي أقيمت في حديقة غابات أرياك للتنس.
سيستضيف المدرج أيضًا بطولة القتال على الطرق 24 ، بدلاً من Ryogoku Kokugikan .
سيستضيف المكان فعاليات التنس في دورة الألعاب الأولمبية الصيفية 2020 .